# Признак Жордана
Признак Жордана — признак сходимости рядов Фурье: если {\displaystyle 2\pi }-периодическая функция {\displaystyle f(x)} имеет ограниченную вариацию на отрезке {\displaystyle [a,\ b]}, то её ряд Фурье сходится в каждой точке {\displaystyle x{\mathcal {2}}(a,~b)} к числу {\displaystyle {1 \over 2}[f(x+0)+f(x-0)]}; если при этом функция {\displaystyle f(x)} непрерывна на отрезке {\displaystyle [a,\ b]}, то её ряд Фурье сходится к ней равномерно на всяком отрезке {\displaystyle [a',\ b']}, строго внутреннем к {\displaystyle [a,\ b]}. Признак Жордана установлен К. Жорданом. Он обобщает теорему Дирихле о сходимости рядов Фурье кусочно монотонных функций.